# Appenzeller Space Schöttl
 (juillet 2025).
La mise en forme du texte ne suit pas les recommandations de Wikipédia : il faut le « wikifier ».
Les points d'amélioration suivants sont les cas les plus fréquents. Le détail des points à revoir est peut-être précisé sur la page de discussion.
- Les titres sont pré-formatés par le logiciel. Ils ne sont ni en capitales, ni en gras.
- Le texte ne doit pas être écrit en capitales (les noms de famille non plus), ni en gras, ni en italique, ni en « petit »…
- Le gras n'est utilisé que pour surligner le titre de l'article dans l'introduction, une seule fois.
- L'italique est rarement utilisé : mots en langue étrangère, titres d'œuvres, noms de bateaux, etc.
- Les citations ne sont pas en italique mais en corps de texte normal. Elles sont entourées par des guillemets français : « et ».
- Les listes à puces sont à éviter, des paragraphes rédigés étant largement préférés. Les tableaux sont à réserver à la présentation de données structurées (résultats, etc.).
- Les appels de note de bas de page (petits chiffres en exposant, introduits par l'outil «  Source ») sont à placer entre la fin de phrase et le point final[comme ça].
- Les liens internes (vers d'autres articles de Wikipédia) sont à choisir avec parcimonie. Créez des liens vers des articles approfondissant le sujet. Les termes génériques sans rapport avec le sujet sont à éviter, ainsi que les répétitions de liens vers un même terme.
- Les liens externes sont à placer uniquement dans une section « Liens externes », à la fin de l'article. Ces liens sont à choisir avec parcimonie suivant les règles définies. Si un lien sert de source à l'article, son insertion dans le texte est à faire par les notes de bas de page.
- La présentation des références doit suivre les conventions bibliographiques. Il est recommandé d'utiliser les modèles {{Ouvrage}}, {{Chapitre}}, {{Article}}, {{Lien web}} et/ou {{Bibliographie}}. Le mode d'édition visuel peut mettre en forme automatiquement les références.
- Insérer une infobox (cadre d'informations à droite) n'est pas obligatoire pour parachever la mise en page.

Pour une aide détaillée, merci de consulter Aide:Wikification.
Si vous pensez que ces points ont été résolus, vous pouvez retirer ce bandeau et améliorer la mise en forme d'un autre article.
Appenzeller Space Schöttl est un groupe suisse de free folk, formé par le contrebassiste Ficht Tanner et le joueur de hackbrett Töbi Tobler de décembre 1981 à 1999.

## Historique
En mars 1982, le groupe sort son premier album vinyle de musique d'improvisation expérimentale, Appenzeller Space Schöttl, avec une jaquette dessinée par Ficht Tanner. Avec ce premier album, « dans lequel rythmes brusques et distordus aux sonorités stridentes se mélangent librement aux Zäuerli spontanés, et sur lequel aucun des cinq morceaux n'est titré, le groupe est alors le premier à mêler les deux instruments traditionnels joués, contrebasse et hackbrett, à l'univers de la performance musicale expérimentale ».
Le duo d'amis musiciens commence à jouer sur plusieurs scènes de Suisse, dont celle de Crazy Rhythm de la grande jam session de l'Ozone Jazz Festival de Neuchâtel en juillet, ou encore celle du Jazz Festival international de Zurich en octobre de la même année.
En 1984, Ficht Tanner et Töbi Tobler s'installent avec leurs compagnes et enfants dans la moitié orientale du Honnerlagscher Doppelpalast, une maison patricienne construite au XVIIIe siècle en contrebas du village de Trogen, et dans lequel le manager du groupe, Yogi Birchler, s'installe également.
De 1984 à 1999, les Appenzeller Space Schöttl donnent entre cent et deux cents concerts par an (en Suisse, Allemagne, Autriche, et même au Maroc), aussi bien sur des scènes de festivals que pour des mariages et fêtes de villages, et jouent avec de très nombreux autres musiciens rencontrés au gré de leurs concerts: notamment avec le saxophoniste allemand Bernd Schlott, le violoniste traditionnel appenzellois Hans Kegel, le duo de guitariste et violoniste autrichien Hermann Fritz et Fritz Gimplinger, le pianiste et chansonnier Walter Keller-Walter, le violoniste suisse Paul Giger, le rockeur genevois Alain Croubalian, ou encore avec les anglais d'Accordions Go Crazy.
« Notre navette spatiale traverse les sphères les plus diverses de la musique, dit Ficht Tanner en 1993: jazz, rock, swing, blues, ragtime, polka, valse, mazurka, musique folklorique de l'Appenzell et des Balkans, pop, sons méditatifs... partout on s'arrête, un style en entraîne un autre, et nos transitions sont très souvent sans aucune couture ! ».
En duo uniquement, ou avec leurs nombreuses et diverses associations musicales, Ficht Tanner et Töbi Tobler font ainsi « sauter les sons et flotter les harmonies dans l'espace », écrit un journaliste en 1985.
Le groupe dispose d'un répertoire de morceaux de musique emblématiques, tels que 'Töbi in Caracas', 'Mer danket de Pink Floyd', 'G-Bouquet', 'E-Rock', ou encore 'OM Africa', mais comme le souligne l'historien Camille Noé Marcoux, spécialiste du groupe, « leurs interprétations de jeu et de chant naissent à chaque fois de l'atmosphère particulière de l'endroit où ils se produisent ainsi que du public ». Chacune de leurs improvisation, est « un voyage à travers le cosmos de la musique ».
En 1995, le groupe enregistre son deuxième album, Herbstimprovisationen, dont un patchwork de la compagne de Ficht Tanner, l'artiste textile Therese Hächler, illustre la jaquette: ce nouvel et dernier album - « car il y a assez de plastique sur cette terre! » estiment-ils -, enrégistré dans le salon-atelier de Ficht Tanner, confirme alors pleinement leur réputation de musiciens inclassables. Parmi les huit morceaux, on retrouve notamment leurs improvisations folk-psychédéliques E-Rock et G-Bouquet, qu'ils n'ont eu de cesse de réinventer au cours des années entre eux et avec d'autres musiciens, mais également des musiques plus introspectives, tels que Kellergesang, Gedankenstrich ou encore Auf der Ofenbank.

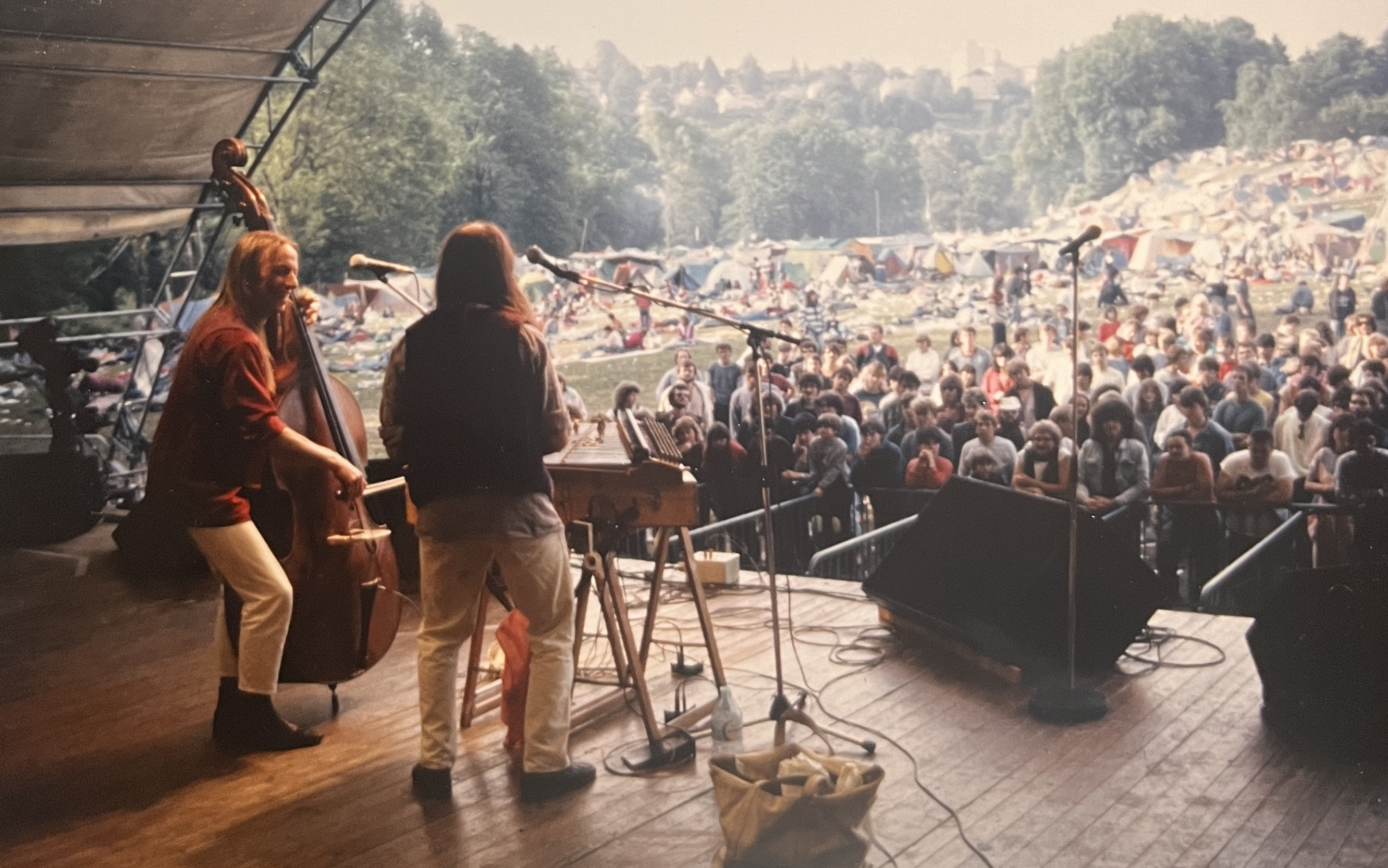
Appenzeller Space Schöttl sur la scène de l'Open Air Festival de Saint-Gall en 1985

Le départ de Töbi Tobler du palais de Trogen, en 1999, acte la fin officielle du groupe, qui continue néanmoins de jouer épisodiquement jusqu'en 2019 sur des fêtes de villages et mariages.

## Discographie
- Appenzeller Space Schöttl, Zytglogge, 1982 (notice en ligne);
- Herbstimprovisationen, Stricker, 1995 (notice en ligne);